# Udo Hein

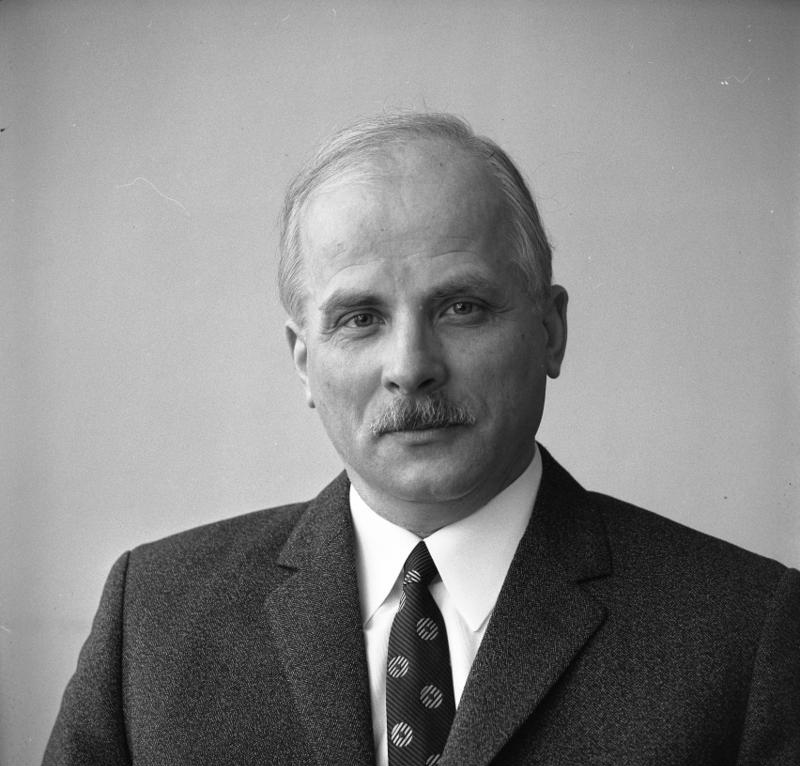
Udo Hein

Udo Hein (* 27. Dezember 1914 in Hirschberg, Provinz Schlesien; † 19. Januar 1971 in Luxemburg) war ein deutscher Jurist und Politiker (SPD).

## Leben und Beruf
Nach dem Abitur am Realgymnasium nahm Hein, der evangelischen Glaubens war, ein Studium der Rechts- und Staatswissenschaften an der Universität Berlin auf, legte 1938 das erste juristische Staatsexamen am Kammergericht Berlin ab und studierte anschließend Internationales Öffentliches Recht, Völkerrecht und Politische Wissenschaften am Institut de Droit International der Sorbonne. Gleichzeitig war er als wissenschaftlicher Hilfsarbeiter an der Deutschen Botschaft in Paris tätig. 1940 wurde er Regierungsreferendar in Liegnitz. Anschließend nahm er als Soldat der Luftwaffe am Zweiten Weltkrieg teil, zuletzt als Leutnant einer Fallschirmjägereinheit.
Nach dem Kriegsende setzte Hein sein Studium fort, welches er 1948 an der Universität Köln mit dem zweiten juristischen Staatsexamen sowie mit der Promotion zum Dr. jur. beendete. Er trat 1946 in den Dienst des Landes Nordrhein-Westfalen ein und war seit 1949 persönlicher Referent der Minister für Wiederaufbau, Fritz Steinhoff, Heinrich Lübke und Otto Schmidt. Im Anschluss war er Referent für Kabinetts-, Landtags- und Bundesangelegenheiten in der Staatskanzlei und dort seit 1957 Ministerialdirigent und Abteilungsleiter. 1958 absolvierte er ein Fortbildungsjahr in den Vereinigten Staaten. Außerdem war Hein Mitglied der ÖTV und Mitarbeiter der Friedrich-Ebert-Stiftung.

## Partei
Hein trat 1947 der SPD bei und war Mitglied der Arbeitsgemeinschaft sozialdemokratischer Juristen.

## Abgeordneter
Dem Deutschen Bundestag gehörte Hein von 1965 bis zu seiner Mandatsniederlegung am 22. Dezember 1966 sowie von 1969 bis zu seinem Tode an. In der fünften Wahlperiode war er über die Landesliste der SPD Nordrhein-Westfalen ins Parlament eingezogen und in der sechsten Wahlperiode vertrat er den Wahlkreis Dinslaken. 1970/71 war er Mitglied des Europäischen Parlaments.

## Öffentliche Ämter
Hein war von 1966 bis 1969 Beamteter Staatssekretär im Bundesministerium für wirtschaftliche Zusammenarbeit.

## Ehrungen
- 1969: Großes Verdienstkreuz der Bundesrepublik Deutschland